# بقایای قلعه احمدآباد
بقایای قلعه احمدآباد مربوط به سده ۵ تا ۱۰ ه است و در شهرستان تربت جام، بخش پایین جام - دهستان گل‌بانو، روستای احمدآباد واقع شده و این اثر در تاریخ ۲۴ مرداد ۱۳۸۵ با شمارهٔ ثبت ۱۵۸۸۵ به‌عنوان یکی از آثار ملی ایران به ثبت رسیده‌است.